# Wollongong

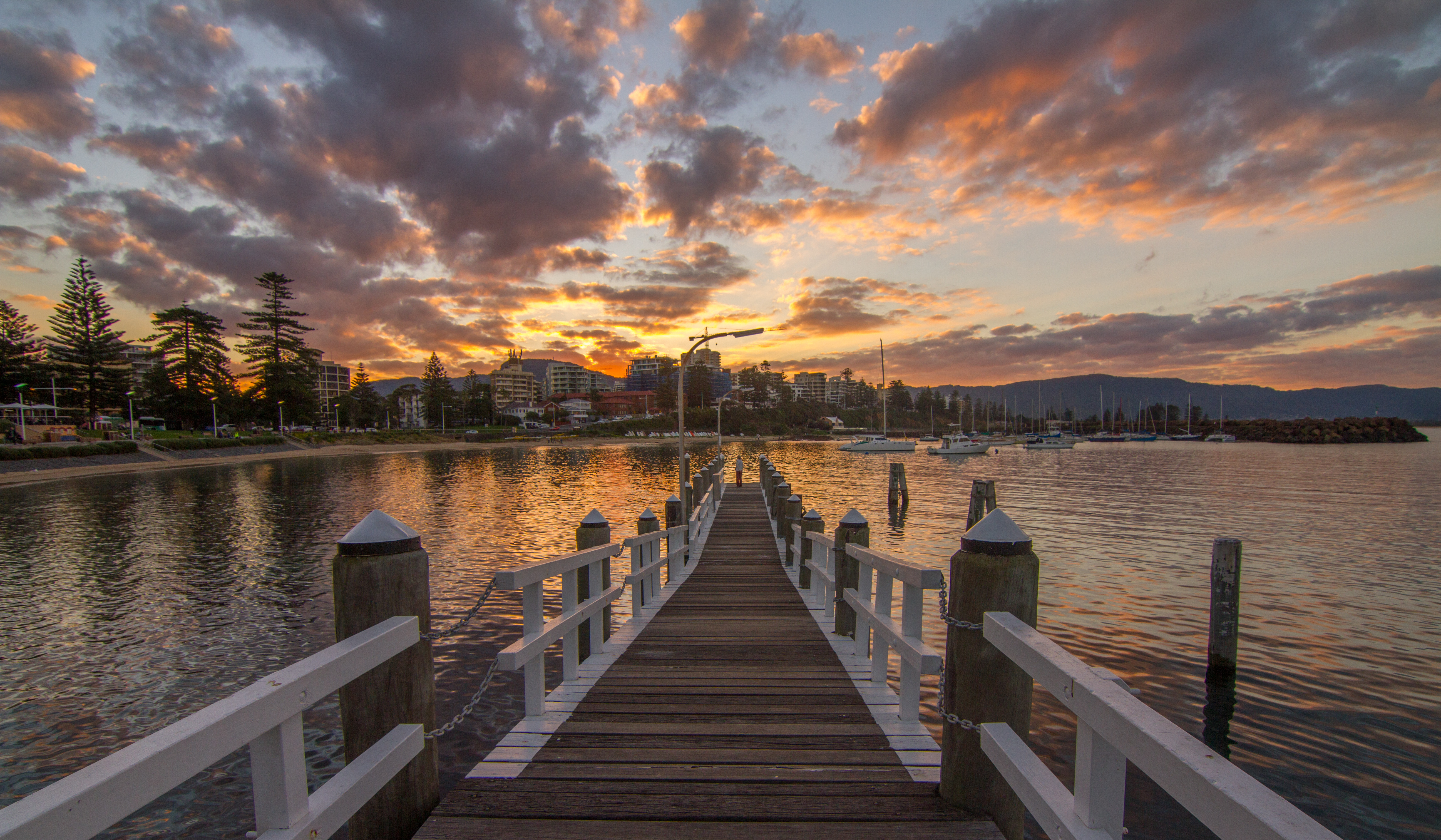
Muelle en el Wollongong Foreshore Park

Wollongong es una localidad (UCL) situada en el estado de Nueva Gales del Sur, en Australia. Según el censo de 2021, tiene una población de 280 153 habitantes.
Está ubicada en el mar de Tasmania, a unos 85 km al sur de Sídney.
Los centros urbanos y localidades (UCL) representan en Australia áreas de desarrollo urbano concentrado con poblaciones de 200 habitantes o más. Estas áreas de desarrollo urbano se identifican principalmente utilizando criterios de densidad de población y vivienda a partir de datos del censo de 2021. Los UCL no constituyen oficialmente ciudades y están diseñados exclusivamente con fines estadísticos.
Por lo tanto, no debe confundirse la localidad con el Área de Gobierno Local de la Ciudad de Wollongong, que abarca una superficie menor.

## Clima
| Parámetros climáticos promedio de Wollongong | Parámetros climáticos promedio de Wollongong | Parámetros climáticos promedio de Wollongong | Parámetros climáticos promedio de Wollongong | Parámetros climáticos promedio de Wollongong | Parámetros climáticos promedio de Wollongong | Parámetros climáticos promedio de Wollongong | Parámetros climáticos promedio de Wollongong | Parámetros climáticos promedio de Wollongong | Parámetros climáticos promedio de Wollongong | Parámetros climáticos promedio de Wollongong | Parámetros climáticos promedio de Wollongong | Parámetros climáticos promedio de Wollongong | Parámetros climáticos promedio de Wollongong |
| Mes                                          | Ene.                                         | Feb.                                         | Mar.                                         | Abr.                                         | May.                                         | Jun.                                         | Jul.                                         | Ago.                                         | Sep.                                         | Oct.                                         | Nov.                                         | Dic.                                         | Anual                                        |
| -------------------------------------------- | -------------------------------------------- | -------------------------------------------- | -------------------------------------------- | -------------------------------------------- | -------------------------------------------- | -------------------------------------------- | -------------------------------------------- | -------------------------------------------- | -------------------------------------------- | -------------------------------------------- | -------------------------------------------- | -------------------------------------------- | -------------------------------------------- |
| Temp. máx. abs. (°C)                         | 44.1                                         | 41.7                                         | 40.2                                         | 35.4                                         | 28.5                                         | 24.7                                         | 25.7                                         | 30.3                                         | 34.2                                         | 38.8                                         | 40.6                                         | 41.5                                         | 44.1                                         |
| Temp. máx. media (°C)                        | 25.6                                         | 25.6                                         | 24.5                                         | 22.5                                         | 20.0                                         | 17.6                                         | 17.0                                         | 18.3                                         | 20.3                                         | 22.1                                         | 22.9                                         | 25.0                                         | 21.8                                         |
| Temp. media (°C)                             | 21.7                                         | 21.9                                         | 20.6                                         | 18.3                                         | 15.9                                         | 13.5                                         | 12.6                                         | 13.5                                         | 15.4                                         | 17.3                                         | 18.6                                         | 20.7                                         | 17.5                                         |
| Temp. mín. media (°C)                        | 17.9                                         | 18.2                                         | 16.7                                         | 14.2                                         | 11.8                                         | 9.4                                          | 8.3                                          | 8.8                                          | 10.6                                         | 12.6                                         | 14.4                                         | 16.5                                         | 13.3                                         |
| Temp. mín. abs. (°C)                         | 9.6                                          | 10.3                                         | 9.1                                          | 5.1                                          | 3.1                                          | 2.0                                          | 0.8                                          | 2.0                                          | 3.3                                          | 4.7                                          | 5.4                                          | 8.3                                          | 0.8                                          |
| Lluvias (mm)                                 | 130.3                                        | 156.4                                        | 160.4                                        | 129.3                                        | 106.4                                        | 112.4                                        | 63.4                                         | 83.3                                         | 67.4                                         | 100.5                                        | 115.6                                        | 94.6                                         | 1320.9                                       |
| Días de lluvias (≥ 1 mm)                     | 13.8                                         | 13.7                                         | 14.5                                         | 11.2                                         | 10.8                                         | 9.7                                          | 8.5                                          | 7.8                                          | 9.3                                          | 11.4                                         | 13.6                                         | 13.0                                         | 137.3                                        |
| Humedad relativa (%)                         | 68                                           | 69                                           | 66                                           | 63                                           | 62                                           | 59                                           | 54                                           | 52                                           | 55                                           | 61                                           | 64                                           | 64                                           | 61                                           |
| Fuente:                                      |                                              |                                              |                                              |                                              |                                              |                                              |                                              |                                              |                                              |                                              |                                              |                                              |                                              |